# Copernicus (program)

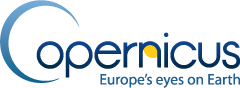
Logo programu Copernicus

Copernicus (dawniej: ang. Global Monitoring for Environment and Security, GMES) – program obserwacji Ziemi realizowany przez Komisję Europejską we współpracy z Europejską Agencją Kosmiczną, Europejską Organizacją Eksploatacji Satelitów Meteorologicznych (EUMETSAT), Europejskim Centrum Prognoz Średnioterminowych (ECMWF), agencjami UE i instytutem badawczym Mercator Océan). Utworzony został w celu wsparcia działań z zakresu ochrony środowiska, ochrony ludności i bezpieczeństwa.
Stanowi europejski wkład w budowanie Globalnej Sieci Systemów Obserwacji Ziemi.